# The Quitter (film 1916 George)
The Quitter è un cortometraggio muto del 1916 diretto da Burton George.

## Produzione
Il film fu prodotto dalla Bison Motion Pictures.

## Distribuzione
Distribuito dall'Universal Film Manufacturing Company, il film - un cortometraggio in due bobine - uscì nelle sale cinematografiche statunitensi l'11 novembre 1916.